# Монморійон (округ)
Округ Монморійон (фр. Arrondissement de Montmorillon) — округ у Франції, в департаменті В'єнна. 2023 року округ об'єднував 91 муніципалітет, населення становило 66 151 особу.
Адміністративний центр (супрефектура) — Монморійон.

## Муніципалітети
Список муніципалітетів округу та їхні коди INSEE:
1. Авай-Лімузін (86015)
2. Адр'є (86001)
3. Антіньї (86006)
4. Ануа (86012)
5. Анше (86003)
6. Аньєр-сюр-Блур (86011)
7. Бетін (86025)
8. Бланзе (86029)
9. Бригей-ле-Шантр (86037)
10. Бріон (86038)
11. Брю (86039)
12. Бур-Аршамбо (86035)
13. Буресс (86034)
14. Валанс-ан-Пуату (86082)
15. Вальдів'єнн (86233)
16. Верр'єр (86285)
17. Вільмор (86291)
18. Вулем (86295)
19. Вулон (86296)
20. Гуе (86107)
21. Ем (86110)
22. Жансе (86103)
23. Женує (86104)
24. Жуе (86117)
25. Журне (86118)
26. Жуссе (86119)
27. Ко (86203)
28. Кулонж (86084)
29. Ла-Бюсьєр (86040)
30. Ла-Тримуй (86273)
31. Ла-Феррієр-Еру (86097)
32. Ла-Шапель-Батон (86055)
33. Латю-Сен-Ремі (86120)
34. Ле-Віжан (86289)
35. Лень-сюр-Фонтен (86126)
36. Лігле (86132)
37. Лізан (86136)
38. Л'Іль-Журден (86112)
39. Ліназе (86134)
40. Ломмезе (86131)
41. Лотьє (86122)
42. Люссак-ле-Шато (86140)
43. Люшап (86138)
44. Мазероль (86153)
45. Маньє (86141)
46. Міяк (86159)
47. Монморійон (86165)
48. Мопревуар (86152)
49. Мулім (86170)
50. Муссак (86171)
51. Мутерр-сюр-Блурд (86172)
52. Нальє (86175)
53. Нериньяк (86176)
54. Пезе-ле-Сек (86187)
55. Пендре (86191)
56. Персак (86190)
57. Перу (86189)
58. Плезанс (86192)
59. Прессак (86200)
60. Романь (86211)
61. Савіньє (86255)
62. Сен-Годан (86220)
63. Сен-Жермен (86223)
64. Сен-Леоме (86230)
65. Сен-Лоран-де-Журд (86228)
66. Сен-Маку (86231)
67. Сен-Мартен-л'Арс (86234)
68. Сен-Морис-ла-Клуер (86235)
69. Сен-П'єрр-де-Має (86236)
70. Сен-П'єрр-д'Ексідей (86237)
71. Сен-Ромен (86242)
72. Сен-Савен (86246)
73. Сен-Савйоль (86247)
74. Сен-Секонден (86248)
75. Сіво (86077)
76. Сівре (86078)
77. Сіяр (86262)
78. Сольже (86254)
79. Сомм'єр-дю-Клен (86264)
80. Сюрен (86266)
81. Толле (86270)
82. Фле (86098)
83. Шамньє (86054)
84. Шампаньє-ле-Сек (86051)
85. Шампаньє-Сен-Ілер (86052)
86. Шапель-Вів'є (86059)
87. Шарру (86061)
88. Шатен (86063)
89. Шато-Гарньє (86064)
90. Шоне (86068)
91. Юссон-дю-Пуату (86276)